# ماثيو بينيت
ماثيو بينيت هو كاتب سيناريو ومخرج وممثل كندي، ولد في 9 أبريل 1968 بتورونتو في كندا.

## أعمال

### أفلام
- (1999) بوشينج تين[4]

### مسلسلات
- اورفان بلاك[5]
- باتلستار غالاكتيكا

## وصلات خارجية
- ماثيو بينيت على موقع IMDb (الإنجليزية)
- ماثيو بينيت على موقع ألو سيني (الفرنسية)
- ماثيو بينيت على موقع أول موفي (الإنجليزية)
- ماثيو بينيت على موقع ديسكوغز (الإنجليزية)
- ماثيو بينيت على موقع قاعدة بيانات الفيلم (الإنجليزية)
- ماثيو بينيت على موقع كينوبويسك (الروسية)